# Leyes de Buys-Ballot

Un observador de cara al viento, en el hemisferio norte, tiene un anticiclón a su izquierda (A) y una depresión a su derecha (D). Este diagrama corresponde a la versión inglesa de las Leyes de Buys-Ballot. En español habría que reemplazar la letra H por A de anticiclón y la letra L por B de borrasca

En meteorología, las leyes de Buys-Ballot son un conjunto de reglas que permite conocer la disposición de los centros de alta y baja presión respecto de la dirección en que sopla el viento.

## Historia
Deben su nombre al hecho de haber sido formuladas en 1857 por el químico y meteorólogo holandés C.H.D. Buys Ballot.

## Concepto
Según estas reglas empíricas de meteorología, cuando un observador recibe viento por detrás tiene a las altas presiones a su derecha y las bajas a su izquierda en el hemisferio Norte (en el hemisferio Sur sucede lo contrario). Por otra parte, en el hemisferio Norte, el viento gira en torno a las altas presiones en el sentido de las agujas de un reloj, mientras que el viento de las bajas presiones gira inversamente (en el hemisferio Sur ocurre lo contrario).
Pero estas leyes tienen numerosas excepciones. Por ejemplo, no son aplicables en zonas cercanas al ecuador. Entre trópicos, la fuerza de Coriolis es nula o casi cero, por ser dependiente del seno de la latitud, de modo que en ellas los anticiclones y ciclones (también llamadas depresiones y mal llamadas borrascas) operan de manera que los vientos de superficie salen del centro geométrico de los primeros y se dirigen directamente al centro de los segundos, sin ser afectados mayormente por la casi inexistente fuerza de Coriolis, algo que sí ocurre en latitudes extratropicales norte y sur.
Por lo tanto, en zonas intertropicales, un observador de cara al viento tiene a la baja presión directamente a sus espaldas, y nunca a su derecha o a su izquierda.
Tampoco tiene vigencia la ley de Buys-Ballot en el caso de los vientos térmicos, como la brisa de mar, el terral, catabáticos y anabáticos, el Föhn, el Chinook, el Zonda y las ráfagas emitidas por nubes tormentosas como los cumulonimbos. Todos ellos se originan en mecanismos térmicos completamente al margen del sistema meteorológico general de la circulación a escala sinóptica de la atmósfera.[cita requerida]
Asimismo, los accidentes orográficos tales como colinas y, en mayor grado, montañas, cualquiera sea la latitud (o sea todo el planeta), son plenamente capaces de desviar la dirección de los vientos sinópticos de manera significativa, por lo que, en esos casos, tampoco es confiable en absoluto la aplicación de la ley de Buys-Ballot, originalmente expresada como una ayuda a los navegantes de alta mar, pero de dudosa aplicación en términos generales.[cita requerida]